# 양양 헬기 추락 사고
2022년 강원 헬기 추락 사고는 강원도 양양군 명주사 인근에서 산불예방 감시활동을 하던 S-58T 헬기가 추락해 5명이 숨지고 산불이 난 사건이다. 조사 과정에서 밝혀진 바에 따르면 당초 비행게획서는 조종사와 정비사만 탑승한 것으로 기록되어 있었으나 현장에서는 총 5명의 사망자가 발견되었으며 헬기 계류장 CCTV를 통해서도 총 5명의 탑승자가 있었던 것으로 확인되었다.

## 사망자
- 조종사(71)
- 정비사(54)
- 부정비사(20대)
- 신원 미상(여)
- 신원 미상(여)